# Eisenbahnspiel
Eisenbahnspiele sind eine Spielart, die sich hauptsächlich mit der Simulation vom Aufbau und Betrieb von Streckennetzen und Transport per Zug beschäftigt.
Bedingt durch die bei vielen Menschen ausgelöste Faszination des Schienenverkehrs beschäftigen sich zahlreiche Spieler mit diesem Genre, sei es als Spielzeug oder als Modelleisenbahn.

## Brettspiele

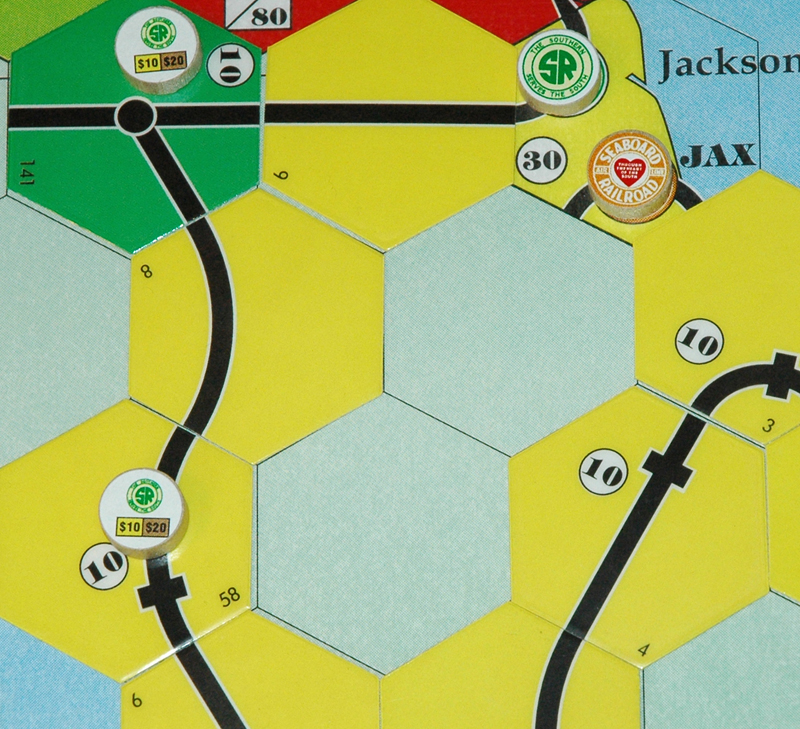
Kartenausschnitt von 18FL

Zum Thema Eisenbahn gibt es auch eine Anzahl von Brett- und Kartenspielen:
- 18XX-Reihe, umfangreiche Reihe von Strategiespielen und Wirtschaftssimulationen verschiedener Hersteller
- Colt Express
- Dampfross, Wirtschaftssimulation um Bahngesellschaften und Betrieb, Spiel des Jahres 1984
- Fahr zu, kleine Lok!
- First Class
- Freight Train
- Game of Trains
- Linie 1, die Spieler bauen ein Straßenbahnnetz
- Metro, Bau der Métro Paris zur Weltausstellung 1900
- Russian Railroads
- Simplon-Orient-Express
- Switch & Signal
- Strategie auf Schienen
- Trains & Stations
- Tramways, Aufbau einer Bahnstruktur einer kleinen Stadt in den 1920er Jahren
- Trans America, Trans Europa, die Spieler bauen gemeinsam ein Eisenbahnnetz in USA bzw. Europa
- Union Pacific
- Voll in Fahrt (für Kinder ab 6 Jahre)
- Zug nach Westen (auch Rock Island)
- Zug um Zug mit zahlreichen Nachfolgern, darunter Zug um Zug Legacy: Legenden des Westens

## Computerspiele
Bei Computerspielen ist die Bandbreite besonders groß: Die Angebote reichen von Programmen zur Verwaltung und CAD-mäßigen Planung einer virtuellen Modelleisenbahn, über Führerstands-Simulationen bis hin zur Wirtschaftssimulation.
- 3D-Modellbahn Studio, Planen und Simulieren von Modelleisenbahnen, virtuell am PC.
- A-Train, Wirtschaftssimulation
- Auf die Schiene, Wirtschaftssimulation als Browserspiel
- Bahn dient der Erstellung und Simulation von Verkehrsnetzen, bestehend aus allen schienengebundenen Verkehrsmitteln, Straßenverkehr und Schifffahrt (Shareware).
- BVE Trainsim (englisch) bzw. OpenBVE, 3D-Simulation des Eisenbahnbetriebs aus der Lokführerperspektive
- Continental Rails II ist eine rundenbasierte Wirtschaftssimulation, die per E-Mail gespielt wird.[1]
- Densha de Go! ist eine japanische Serie von Arcade-Simulatoren, in denen man japanische Züge realitätsnah steuert.
- Eisenbahn.exe Professional (EEP) ist eine virtuelle Modelleisenbahn. Der Spieler plant und erstellt eine Modellbahnanlage und simuliert anschließend ihren Betrieb auf dem PC-Bildschirm.
- Libre TrainSim ist eine Open-Source Zugsimulation, die mit der Engine Godot entwickelt wird. Die Software ist erhältlich für Windows, Linux und macOS.
- Loksim3D ist eine wirklichkeitsnahe Simulation realer Strecken, unter anderem der Deutschen Bahn aus der Führerstandsperspektive unter Einbeziehung von Signalen, PZB, LZB und SIFA (Freeware).
- StellwerkSim, eine freie Simulation eines Gleisbildstellwerks, bei der mehrere Spieler verschiedene Stellwerke besetzen und so miteinander den Verkehr regeln
- Microsoft Train Simulator (MSTS), 3D-Simulation des Eisenbahnbetriebs aus der Lokführerperspektive
- Open Rails ist eine Open-Source Zugsimulation, die kommerzielle MSTS Objekt- und Streckenpakete verwenden kann.
- Rail Nation, Browsergame, Simulation über den Aufbau eines Eisenbahnimperiums in 6 Epochen. Das gesamte Spielgeschehen läuft in Echtzeit ab.
- Railroad Tycoon, eine Wirtschaftssimulation
- RailSim II ist eine virtuelle Modelleisenbahn. Der Spieler plant und erstellt eine Modellbahnanlage und simuliert anschließend ihren Betrieb auf dem PC-Bildschirm. (Open-Source)
- Rail Simulator (RS), später RailWorks und Train Simulator von Dovetail Games, Simulation des Eisenbahnbetriebs aus der Lokführerperspektive
- Schiene & Strasse: Der 3D-Transport-Manager, Wirtschaftssimulation, 3D-Darstellung
- Simutrans, Simulation von Transportsystemen mit Bahn, Schiff, LKW/Bus, Flugzeug
- Train Fever
- Train Master
- Train Simulator von Ongakukan, Eisenbahn-Fahrsimulator
- Trainz ((Ur-)Trainz-TS12), auch ProTrain Perfect (PTP)
- Transport Tycoon, die weiterentwickelte Open-Source-Variante OpenTTD und die Nachfolger Transport Tycoon Deluxe und Locomotion
- U-Bahn Simulator: World of Subways, Gruppe von Simulatoren mehrerer U-Bahn-Strecken wie PATH in New York/New Jersey, U7 in Berlin und der Circle Line in London.
- VRM ist eine virtuelle Modelleisenbahn. Der Spieler plant und erstellt eine Modellbahnanlage und simuliert anschließend ihren Betrieb auf dem PC-Bildschirm. Aktuell (2011) ist VRM 5.
- Zug um Zug, Teil der "Big Fun"-Serie von Sierra Entertainment
- Zusi, realistische 3D-Simulation des Eisenbahnbetriebs aus der Lokführerperspektive, die (in einer gesonderten Version) auch von einigen EVU zur Ausbildung von Lokführern eingesetzt wird
- Train Sim World, realistische 3D-Simulation mit Teilweiser open-World die in der Unreal Engine 4 entwickelt wurde. Entwickelt von Dovetail Games
- Train Sim World 2, Nachfolger von Train Sim World, umfasst neuere Funktionen sowie eine verbesserte Grafik.
- Train Sim World 3, Nachfolger von Train Sim World 2. Umfasst neue Grafik und realistischeren Ablauf des Zugverkehrs.
- Train Sim World 4
- Train Sim World 5, die aktuelle Version der Spielereihe
- Train Simulator Classic (Früher nur Train Simulator), ist ein von Dovetail Games entwickelter Zugsimulator mit dem Ziel ein möglichst realistisches Erlebnis im Eisenbahnbetrieb zu simulieren.

## Andere
- Timesaver ist ein Strategiespiel auf Basis einer einfachen Modelleisenbahnanlage.
- Voll Abgefahren: Der nächste Zug ist eine kartenbasierte strategische Transportsimulation für Betriebsabläufe im Personen- und Güterverkehr mit Ereignissteuerung für Modellbahnen